# USS Augusta (SSN-710)
Pour les autres navires du même nom, voir USS Augusta.
Le USS Augusta (SSN-710) est un sous-marin nucléaire d'attaque américain de classe Los Angeles nommé d'après Augusta dans le Maine.

## Service
Construit au Chantier naval Electric Boat de Groton, il a été commissionné le 19 janvier 1985 et a été retiré du service de l’United States Navy en 2008.
D'après la Marine soviétique, l'USS Augusta, commandé par James von Suskil, entre en collision le 3 octobre 1986 avec le sous-marin nucléaire lanceur d'engins soviétique K-219 du projet 667AU « Nalim » (code OTAN : classe Yankee-I), commandé par Igor Britanov (en), au large des côtes des Bermudes. Selon la version de l'United States Navy le K-219 aurait été endommagé par une explosion d'origine interne.
Le 20 octobre 1986, quelques jours après le naufrage du K-219, l'USS Augusta retourne en patrouille et entre en collision avec un objet non identifié, le sous-marin est contraint de rentrer à Groton pour effectuer des réparations sur son dôme sonar (réparations évaluées alors à 3 millions de dollars. De manière assez ironique, l'USS Augusta testait au moment de la collision un nouveau système sonar, hautement informatisé, censé faciliter la détection d'autres bâtiments,.
L'objet avec lequel l’Augusta est entré en collision est officiellement inconnu. S'il ne s'agit pas du K-219, il est probable que l’Augusta ait été en train de suivre un sous-marin soviétique de la classe Delta-I au moment de l'impact, et, que l’Augusta ait été lui-même suivi par un sous-marin soviétique de la classe Victor. Un brusque changement de cap ordonné par le commandant du sous-marin de la classe Delta serait à l'origine de la collision avec l’Augusta. Des photographies d'un sous-marin de la classe Delta avec un importante bosse dans sa proue (à tribord) semblent en attester. La Marine soviétique identifie ce sous-marin comme étant le K-279. Dans les versions russes de l'ouvrage, le sous-marin soviétique est identifié en tant que K-457.
Il a notamment participé à l'opération liberté irakienne en 2003 en tirant des missiles BGM-109 Tomahawk contre l'Irak.

### Sources et bibliographie
- (en) Sherry Sontag et Christopher Drew, Guerre froide sous les mers [« Blind Man's Bluff : The Untold Story of American Submarine Espionage »], New York, Harper Paperbacks, 1998, 432 p.